# 모탈 컴뱃 2: 6일간의 전투
모탈 컴뱃 2: 6일간의 전투(영어: Mortal Kombat: Annihilation)는 1997년 개봉한 무술 액션 영화로, 게임 모탈 컴뱃의 영화화 작품이자 1995년 영화판 《모탈 컴뱃》의 속편이다.
전편의 출연진은 리우 캉 역의 로빈 쇼우와 키타나 공주 역의 탈리사 소토를 제외하고 전부 교체되었다. 감독은 전편의 촬영 감독이었던 존 R. 레오네티가 맡았다.

## 줄거리
외계 황제 샤오칸이 지구를 침략하기 위해 지구로 통하는 포탈을 열고, 죽은 키타나 공주의 어머니 신델을 부활시켜 침략을 돕게 한다. 이에 천둥의 신 라이덴과 류캉, 소냐 블레이드, 조니 케이지는 맞서 싸우지만, 케이지는 샤오칸에게 살해당한다. 살아남은 지구 전사들은 동료를 찾아 나선다.
소냐는 특수부대 동료 잭스의 도움을 받고, 키타나와 류캉은 샤오칸을 물리칠 방법을 아는 듯한 인디언 주술사 나이트울프를 찾는다. 한편, 스콜피온이 나타나 키타나를 납치한다. 라이덴은 장로들과 만나 샤오칸이 어떻게 토너먼트 규칙을 어기고 지구를 침략할 수 있었는지, 그리고 어떻게 막을 수 있는지 묻는다. 장로들은 키타나를 어머니 신델과 재회시키는 것이 샤오칸의 지배를 끊는 열쇠라고 말하지만, 다른 장로는 샤오칸 자체를 쓰러뜨리는 것이 유일한 해결책이라고 주장한다. 장로들은 라이덴에게 인간에 대한 그의 감정과 의무, 그리고 그들의 생존을 위해 무엇을 할 수 있는지를 묻는다.
류캉은 나이트울프를 만나 애니멀리티라는 변신 능력에 대해 배우고, 이 힘을 얻기 위해 세 가지 시험을 치른다. 첫 번째 시험은 자존감, 용기, 집중력을 확인하는 것이었고, 두 번째 시험은 제이드라는 미스터리한 전사의 유혹이었다. 류캉은 유혹을 이겨내고 제이드와 함께 라이덴이 있는 장로들의 사원으로 간다. 그곳에서 라이덴은 자신이 불멸의 존재임을 포기하고 인간 전사들과 함께 싸우겠다고 선언한다.
지구 전사들은 키타나를 구출하고 그녀를 신델과 재회시켜 신델의 영혼을 되찾고 지구로 향하는 포탈을 닫으려고 외계로 침투한다. 류캉은 키타나를 구하고, 다른 전사들은 신델을 무력화한다. 하지만 신델은 여전히 샤오칸의 조종을 받고 탈출하고, 제이드가 샤오칸이 보낸 스파이였다는 사실이 밝혀진다. 샤오칸은 제이드를 처벌한다. 라이덴은 샤오칸이 자신의 형제이고, 전직 장로 신녹이 아버지임을 밝힌다. 신녹은 샤오칸을 지원하고 있다. 라이덴과 지구 전사들은 샤오칸, 신델, 그리고 남은 장군들과 맞서 싸운다. 신녹은 라이덴에게 굴복하고 깨진 가족 관계를 회복하자고 요구하지만, 라이덴은 이를 거부하고 샤오칸에게 살해당한다.
잭스, 소냐, 키타나는 샤오칸의 장군들을 물리치고, 류캉은 샤오칸과 싸운다. 류캉은 애니멀리티 능력을 통해 샤오칸을 공격하고, 샤오칸이 신성한 규칙을 어긴 대가로 필멸자가 되었다는 것을 드러낸다. 신녹은 류캉을 죽이려 하지만, 장로들이 나타나 신녹의 배신을 밝히고 지구의 운명은 모탈 컴뱃으로 결정되어야 한다고 선언한다. 류캉은 샤오칸을 이기고, 신녹은 저승으로 추방된다. 지구는 원래대로 돌아오고, 신델은 샤오칸의 지배에서 벗어나 키타나와 재회한다. 라이덴은 장로들에 의해 부활하고 아버지의 자리를 물려받는다. 그는 불멸의 세계로 떠나기 전, 지구 전사들에게 서로를 의지하며 지내라고 당부한다. 지구 전사들은 고향으로 돌아간다.

## 출연
- 로빈 쇼우 - 리우 캉 역
- 탈리사 소토 - 키타나 공주
- 제임스 리마 - 레이든
- 샌드라 헤스 - 소냐 블레이드
- 린 윌리엄스 - 잭스
- 브라이언 톰슨 - 샤오 칸
- 라이너 쇤 - 시녹
- 무세타 밴더 - 신델
- 이리나 판타예바 - 제이드
- 데론 맥비 - 모타로
- 마리엔 홀든 - 시바
- 라이트풋 - 나이트울프
- 크리스 콘래드 - 조니 케이지
- 존 메들런 - 어맥
- J. J. 페리 - 사이랙스 / 스콜피온
- 타이론 위긴스 - 레인
- 데니스 카이퍼 - 바라카
- 리들리 쓰이 - 스모크
- 키스 쿡 - 서브제로
- 다나 히 - 밀리나

## 기타
- 공동제작: 케빈 라이디
- 협력프로듀서: 조슈아 웩슬러
- 미술: 찰스 우드
- 세트: 사이먼 웨이크필드
- 스턴트: J.J. 페리
- 스턴트: 토니 자
- 의상: 제니퍼 L. 파슨즈
- 배역: 펀 챔피온
- 배역: 마크 팔라디니

## 같이 보기
- 비디오 게임을 원작으로 한 영화 목록